# Auf dem Weg (Film)
Auf dem Weg (auch Auf dem Weg – 1.300 km zu mir, Originaltitel Sur les chemins noirs, internationaler englischsprachiger Titel On the Wandering Paths) ist ein französisches Filmdrama von Denis Imbert. Der Film ist frei inspiriert von dem Roman Sur les chemins noirs von Sylvain Tesson und erzählt die Geschichte eines Reiseschriftstellers, der sich nach dem Erwachen aus dem Koma auf eine längere Reise durch sein Heimatland Frankreich begibt. Das Roadmovie kam im März 2023 in die französischen Kinos. Der Kinostart in Deutschland war Ende November 2023.

## Handlung
Als der Reiseschriftsteller Pierre Girard nach einer wilden Partynacht betrunken vom Balkon mehrere Stockwerke in die Tiefe fällt, verletzt er sich schwer. Aus dem Koma erwacht, begibt sich Pierre entgegen dem Rat seiner Ärzte und seiner Familie auf eine Reise durch Frankreich. Zu Fuß macht er sich auf den Weg vom Nationalpark Mercantour bis zum Cotentin. Unterwegs macht er Zufallsbekanntschaften, wandert einen Teil des Weges mit seinem besten Freund Arnaud oder seiner jüngeren Schwester Céline. Er macht sich Notizen in ein Tagebuch, gelegentlich kommt es zu Begegnungen und Gesprächen mit Menschen, die in der Einsamkeit leben und dort ihren Lebensunterhalt verdienen, einmal speist er zusammen mit den Mönchen in einer entlegenen alten Abtei, es gibt keine Tischgespräche, sondern ein Mönch liest während des Essens aus der Bibel vor. In Begleitung seines Freundes erleidet er einen epileptischen Anfall, wird mit einem Rettungshubschrauber in ein Krankenhaus geflogen und setzt seine Wanderung gegen alle Proteste von Ärzten und Freunden weiter fort.

## Form
Die Wanderung wird nicht chronologisch erzählt, sondern immer wieder durch Rückblenden unterbrochen, die durch Flashbacks – oft in Extremsituationen, in die der Wanderer geraten ist – ausgelöst werden. Ein Sprecher aus dem Off begleitet den Film mit kurzen Kommentaren, die nicht aus der literarischen Vorlage des Films entnommen sind, sondern aus der Feder der beiden Drehbuchautoren stammen.

## Literarische Vorlage
Der Film ist frei von dem Roman Sur les chemins noirs  des französischen Reiseschriftstellers Sylvain Tesson inspiriert, der 2016 bei Éditions Gallimard veröffentlicht wurde. In einer deutschen Übersetzung von Holger Fock und Sabine Müller ist dieser unter dem Titel Auf versunkenen Wegen erschienen. Tesson ist Mitglied der Société des Explorateurs Français und unternimmt seine Reisen überwiegend nach Asien und in das Gebiet der ehemaligen Sowjetunion.
Im Jahr 2012 stürzte Tesson vom Dach eines Hauses, verletzte sich dabei schwer und trug eine Gesichtslähmung davon. Im Rahmen des Genesungsprozesses durchwanderte er Frankreich. Diese Reise beschreibt Tesson in Sur les chemins noirs.

## Produktion
Die Produktionskosten beliefen sich auf 3,5  Millionen Euro bei einem Einspielergebnis von 8 Millionen.

### Regie und Drehbuch
Regie führte Denis Imbert, der gemeinsam mit dem Singer-Songwriter, Musiker und Schriftsteller Patrick Asté, bekannt als Diastème, auch das auf Tessons Roman basierende Drehbuch schrieb. Der Wanderer Pierre Girard im Film ist von Autor Sylvain Tesson inspiriert. Tesson hatte während der sechs Monate dauernden Rehabilitation nach einem schweren Unfall einen Bericht über die vernachlässigten Gegenden Frankreichs gelesen und beschlossen, die sogenannte Diagonale du vide durch eben diese Regionen zu laufen.
Auf dem Weg ist Imberts dritter Spielfilm nach Vicky und Mystère: Victorias geheimnisvoller Freund.

### Der Titel
Chemins noirs bezeichnet im Französischen unmarkierte Wege, wie Hirten- und Trampelpfade, alte Saumpfade, Wildwechsel u. dergl.

### Besetzung, Dreharbeiten und Filmmusik

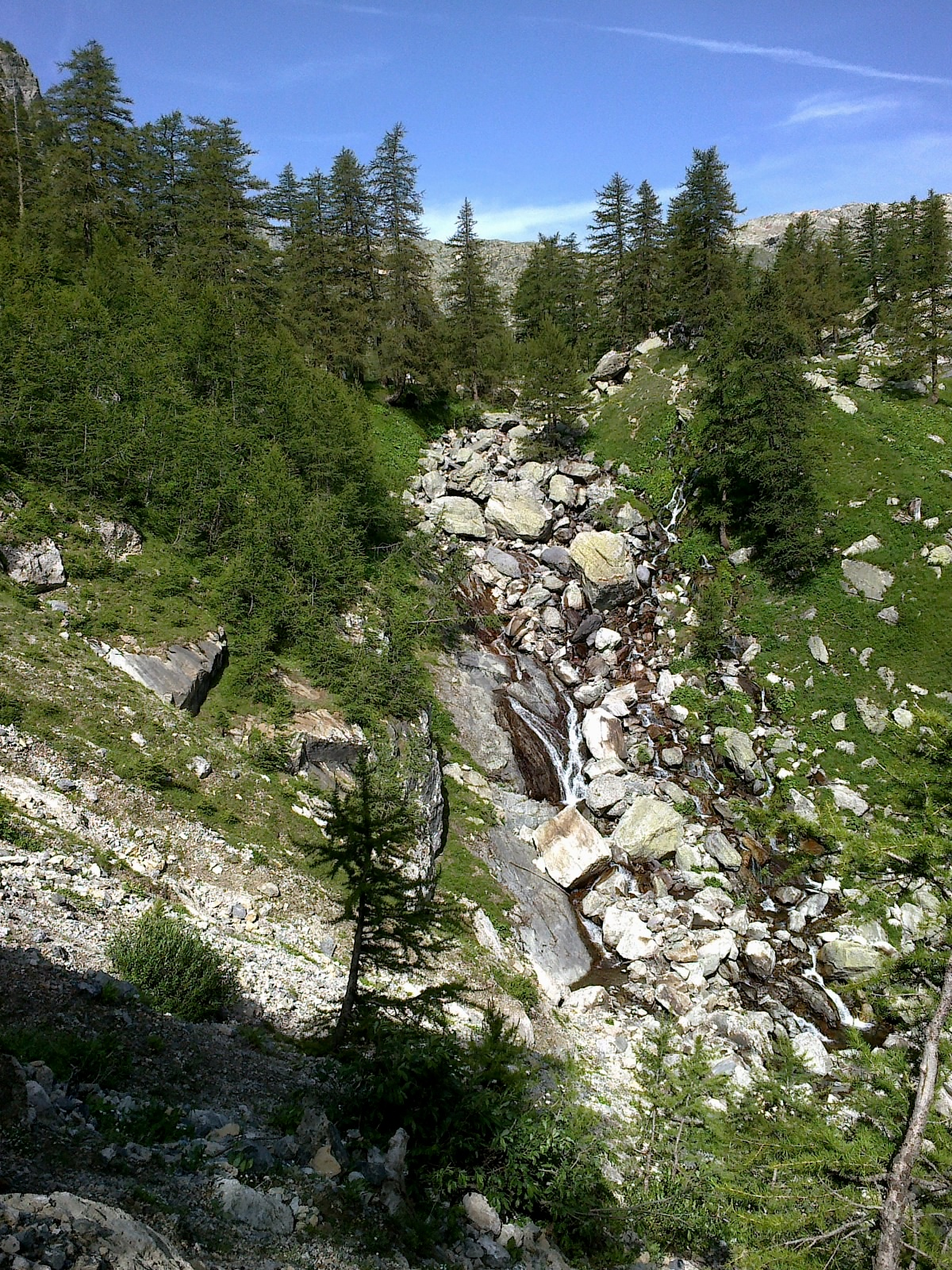
Beginn der Wanderung bei Tende

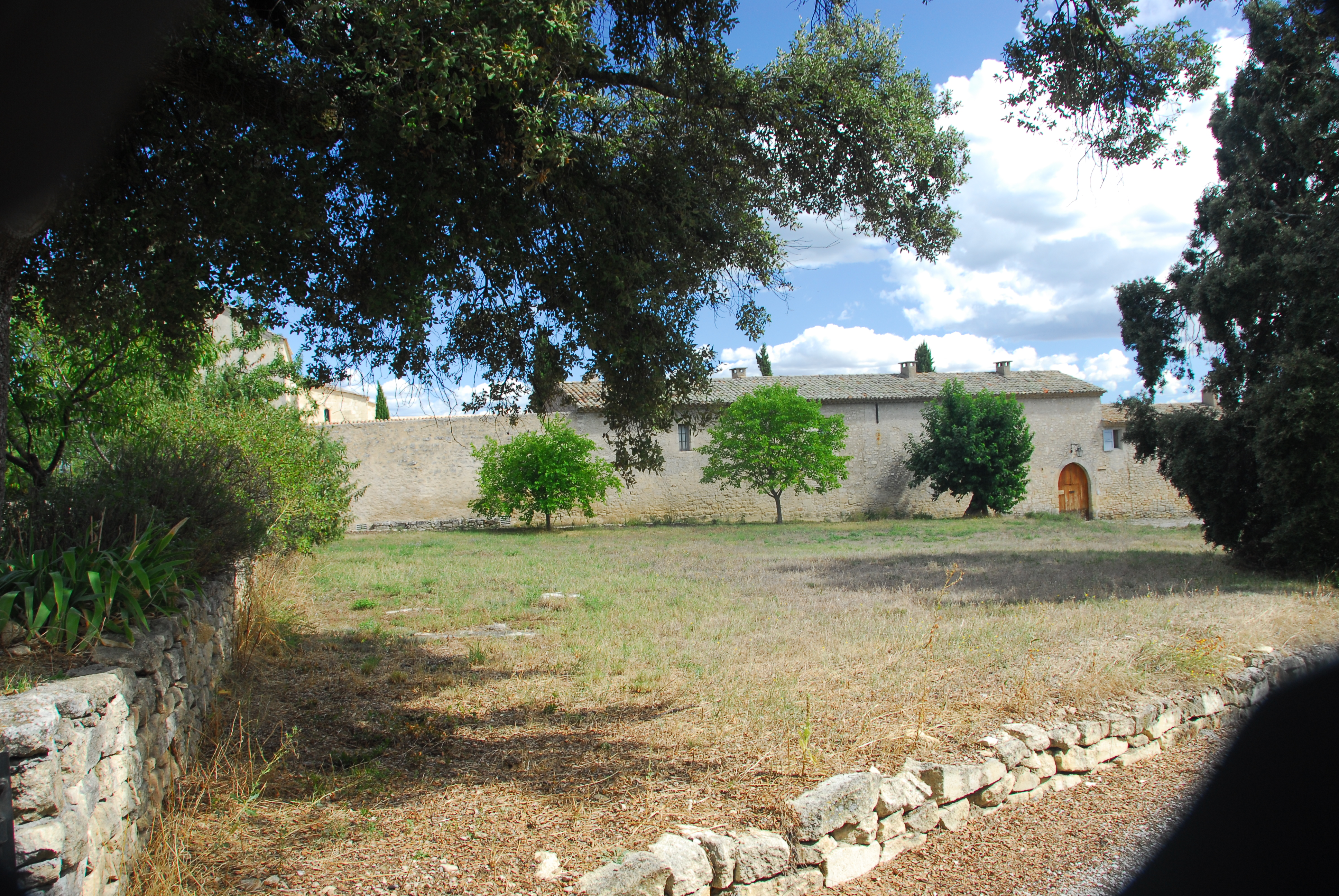
Prieuré de Ganagobie, 2010

Jean Dujardin, der für seine Rolle in The Artist mit dem Oscar ausgezeichnet wurde, spielt in der Hauptrolle den Reiseschriftsteller Pierre Girard.
Imbert hatte zu Dujardin, der das Buch kannte, Kontakt aufgenommen und dessen Zusage, die Hauptrolle zu übernehmen, sicherte, wie der Regisseur sagt, die Finanzierung des Films.
Jonathan Zaccaï spielt Pierres besten Freund Arnaud und Izïa Higelin seine jüngere Schwester Céline. In weiteren Rollen sind Joséphine Japy und Anny Duperey zu sehen.
Die Dreharbeiten wurden Mitte September 2021 in Tende im Département Alpes-Maritimes in der Region Provence-Alpes-Côte d’Azur begonnen. Die Filmcrew bestand aus einer Gruppe von nur zehn Personen, das Equipment wurde auf Eseln transportiert. Gefilmt wurde mit nur einer Kamera, wobei die Kamerafrau und der Regisseur sich die Arbeit teilten. Wie Imbert in einem Interview ausführt, war es ihm wichtig, selbst hinter der Kamera zu stehen, „zu Schwenken und den Bildschnitt auszuwählen“, „damit später bei Schnitt keine Probleme entstehen“, wobei es ihm wichtig war, mit der Kamera nah am Gesicht der Schauspieler zu bleiben. Andererseits habe sich die Kamera ständig um 360 Grad gedreht. Das Filmen mit nur einer Kamera zwinge einen dazu, die Einstellungen möglichst lange stehen zu lassen. „Wir filmen einen Protagonisten, der durch ein Tal geht, nicht umgekehrt“.
Die in Tessons Buch beschriebene Strecke wurde fast komplett abgelaufen. Der Weg Tessons ist die sogenannte „Diagonale du vide“ (Diagonale der Leere). Die Strecke führt von Mercantour bis zur Halbinsel Cotentin in der Normandie durch ländliche und sehr dünn besiedelte Regionen Frankreichs.
In ihrem Verlauf Richtung Norden fanden die Dreharbeiten unter anderem in Ganagobie und der dort gelegenen Prieuré de Ganagobie statt. Die Abtei liegt 15 Kilometer nordöstlich von Forcalquier und etwa 30 Kilometer südlich von Sisteron am Ufer der Durance im französischen Département Alpes-de-Haute-Provence.
Weitere Aufnahmen entstanden bis November 2021 insbesondere in den Départements Allier, Ardèche und Cantal in der Region Auvergne-Rhône-Alpes, an der Creuse und im Département Indre-et-Loire. Dies entspricht in etwa der Route, die Sylvain Tesson in seinem Roman beschreibt.
Die Filmmusik komponierte der belgische Jazzpianist Wouter Dewit.

### Marketing und Veröffentlichung
Der Film kam am 22. März 2023 in die französischen Kinos. Die Vorpremiere fand bereits am 12. Januar 2023 in Aurillac statt
Im September 2023 wurde er bei der Filmkunstmesse Leipzig gezeigt. Ende Oktober 2023 wurde der erste Trailer vorgestellt. Anfang November 2023 wurde er bei den Französischen Filmtagen Tübingen-Stuttgart gezeigt. Der Kinostart in Deutschland erfolgte am 30. November 2023.
Das Label XEdition produzierte 2022 eine DVD in deutscher und französischer Sprache mit dem Titel „Auf dem Weg. 1300 km zu mir“.

## Rezeption

### Kritiken
Peter Osteried, Filmkorrespondent der Gilde deutscher Filmkunsttheater, erklärt in seiner Kritik, der Film verleihe ein Gefühl dafür, wie es ist, wenn ein Lebensereignis aus der gewohnten Bahn reißt, wie es bei dem Protagonisten der Fall ist: „Er hat dem Tod ins Auge geblickt und dennoch überlebt, wenn auch nicht, ohne dass das Ereignis Spuren auf seinem Körper und seiner Seele hinterlassen hätte.“ Aus einem solchen Erlebnis gehe niemand unverändert hervor, auch wenn die Lektion, die daraus gelernt wird, für jeden unterschiedlich sein mag. Pierres irrwitzige Wanderschaft sei für ihn Heilung und Labsal zugleich.
Chris Schelb schreibt in seiner Kritik für outnow.ch, für Wander-Fans biete Sur les chemins noirs allerbesten «Mountain Porn». Die Bilder seien von traumhafter Schönheit und dürften ordentlich Fernweh auslösen. Es sei jedoch schade, dass Jean Dujardin aus dem Off immer wieder philosophische Sätze zum Besten gibt. Wegen seines Charismas bleibe man aber trotzdem dran und verfolge interessiert die Wanderung dieses Pierre.

### Auszeichnungen
Französische Filmtage Tübingen-Stuttgart 2023
- Auszeichnung mit dem Reutlinger Publikumspreis[22]